# معدن طلای مخملی
معدن طلای مخملی (به انگلیسی: Velvet Goldmine) فیلمی محصول سال ۱۹۹۸ و به کارگردانی تاد هینز است. در این فیلم بازیگرانی همچون یوان مک‌گرگور، جاناتان ریس میرز، تونی کولت، کریستین بیل، ادی ایزارد، جانت مک‌تیر ایفای نقش کرده‌اند.

## داستان
در سال ۱۹۸۴، آرتور استوارت، روزنامه‌نگار بریتانیایی در حال نوشتن مقاله‌ای درباره کناره‌گیری از زندگی عمومی برایان اسلید، ستاره گلم راک دهه ۱۹۷۰ ، پس از یک فریب ده سال قبل از مرگ است، و با کسانی که در حرفه این هنرمند نقش داشتند، مصاحبه می‌کند. همانطور که هر فرد افکار خود را به یاد می آورد، این به معرفی تصویری برای آن بخش خاص در زندگی شخصی و حرفه ای اسلید می شود.
بخشی از داستان شامل واکنش خانواده استوارت به همجنسگرایی او است و اینکه چگونه ستاره‌های راک وصحنه موسیقی همجنس‌گرا و دوجنس‌گرا به او قدرت بیرون آمدن می‌دهند. نمایش های راک، مد و روزنامه نگاری راک، همگی در نشان دادن فرهنگ جوانان بریتانیا در دهه ۱۹۷۰ و همچنین فرهنگ همجنس گرایان آن زمان نقش دارند.
اسلید در ابتدای کار خود با مندی ازدواج کرده است. اما وقتی او به ایالات متحده می آید ، به دنبال ستاره راک آمریکایی کرت وایلد می گردد و آنها در سطح شخصی و خلاقانه درگیر زندگی یکدیگر می شوند.
نگاره‌ها نشان می‌دهند که هر دو وایلد و اسلید با معروف‌تر شدن کار با آنها سخت‌تر می‌شوند. آنها هم در روابط شخصی و هم در روابط حرفه ای خود دچار شکست می شوند. در نهایت، حرفه اسلید پس از واکنش منتقدان و طرفداران از شیرین کاری تبلیغاتی او در صحنه، جایی که او قتل خودش را جعل کرد، به پایان می رسد.
همانطور که او به حقیقت جایی که اسلید اکنون است نزدیک می شود، به طور ناگهانی توسط سردبیرش به استوارت می گوید که این داستان دیگر مورد توجه عمومی نیست و استوارت اکنون به تور تامی استون منصوب شده است که تصادفاً هویت جدید برایان اسلید است. ما متوجه شدیم که استوارت همچنین در کنسرتی بود که اسلید مرگ خود را جعل کرد، و پس از دیدن اجرای وایلد در یک شب دیگر، وایلد و استوارت با هم برخورد جنسی کردند.
در نهایت، استوارت با تامی استون روبرو می شود و یک بار دیگر با وایلد روبرو می شود که به طور اتفاقی جواهری را از اسکار وایلد به دست می دهد.